# Ryuzo Kodama
Ryuzo Kodama (ur. 1878, zm. 1945) – japoński lekarz, okulista, profesor w Szkole Medycznej Sendai (potem Szkole Medycznej Uniwersytetu Tohoku). Zajmował się też, jako jeden z pierwszych w Japonii, wadami wrodzonymi narządu wzroku i teratologią.

## Wybrane prace
- Experimental teratology of the eye and congenital eye lid anomalies and external ear malformation induced by the oral adninistration of naphthalene (w języku japońskim). Tohoku Zgakkai Kaiho, No 70: 1-5 (1913)
- Experiment on the etiology of eye malformations (w języku japońskim). Nippon Ganka Gakkai Zasshi, 18: 944-947 (1914)